# Copa Feria de León
La Copa Feria de León, es una copa disputada cada año en el mes de enero. Con sede en la ciudad de León (México). 
Esta copa es disputada por los equipos del Club León, y el equipo que visite a León ya sea en la jornada 2 o 3, del torneo de Clausura de ese mismo año. Esta copa fue creada con el propósito de celebrar lo que sucede cada año a un lado del Estadio León; que es la Feria Estatal de León. La Feria se hace por la celebración del aniversario de la fundación de la ciudad de León (México).

## Historial
- En caso de un empate, el visitante se lleva la copa.

| León                                                           | 1 - 3 | Pachuca   | León | 25 de enero de 2014  |
| León                                                           | 0 - 1 | Tigres    | León | 17 de enero de 2015  |
| León                                                           | 3 - 2 | Cruz Azul | León | 23 de enero de 2016  |
| León                                                           | 0 - 1 | UNAM      | León | 21 de enero de 2017  |
| León                                                           | 0 - 4 | Necaxa    | León | 27 de enero de 2018  |
| León                                                           | 0 - 1 | Xolos     | León | 20 de enero de 2019  |
| El torneo no fue realizado durante los años 2020, 2021 y 2022. |       |           |      |                      |
| León                                                           | 0 - 1 | Pachuca   | León | 4 de febrero de 2023 |

- Datos: Q60970637